# Monastère de Visovac

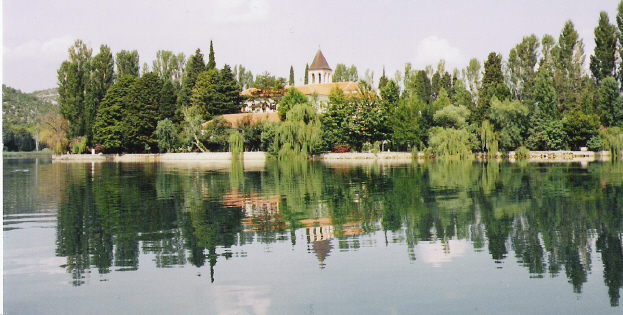
Vue du monastère depuis le lac.

Le monastère de Visovac (en croate : Samostan Visovac) est un monastère catholique franciscain situé sur l'île de Visovac, dans le parc national de Krka et le comitat de Šibenik-Knin, en Croatie. Il est rattaché à la province franciscaine du Très-Saint-Rédempteur (en), dont le siège se trouve à Split. Dédiée à Notre-Dame de Grâces (en) (Gospa od Milosti o Majke od Milosti ; « Notre-Dame de la Miséricorde ») durant plusieurs siècles, Visovac est aussi appelée « l'île de la mère de Dieu ».

## Toponymie
Les noms les plus anciens de l'île sont Lapis Alba, (« pierre blanche ») en latin et Bilastina ou Billastina en illyrien. L'île est appelée Visovac en croate et Vissovaz en italien,,.

## Géographie
De forme quasi circulaire, l'île de Visovac mesure 180 m sur 150 et culmine à 49,6 m d'altitude. Elle se trouve sur le cours de la Krka au centre du lac de Visovac (Visovačko jezero), à 350 m de la rive nord-est et à 250 m de la rive sud-ouest.

## Histoire
En 1345, Visovac voit s'installer des moines augustins, qui y érigent un monastère et une église dédiés à l'apôtre Paul qui, selon un manuscrit, s'était rendu sur l'île, laquelle a pris le nom d'« écueil saint Paul ». En 1445, le complexe est agrandi et réaménagé par des Franciscains ayant fui la Bosnie, avec des laïcs à la suite de l'invasion ottmane. En 1645, le monastère est attaqué par les Ottomans et deux frères âgés sont pendus à des ormes ; l'île prend alors le nom de Visovac,. Abandonné puis incendié, le monastère est déjà partiellement reconstruit en 1700, avant d'être entièrement restauré au XXe siècle.
En 1800, le monastère est mentionné comme appartenant aux frères du Rédempteur (en).
Le monastère abrite une importante collection de vêtements et de livres d'église, ainsi qu'une grande bibliothèque qui renferme plusieurs manuscrits et anciens livres rares, dont un incunable des fables d'Ésope (Brescia, 1487) édité par l'imprimeur Dobrić Dobrićević (en), une collection de documents (les édits du sultan) et un sabre ayant appartenu à Vuk Mandušić (en), un héros des épopées serbes (en).